# Forndanska
Forndanska (danska: gammeldansk) är benämningen på det fornöstnordiska (danska) språket i Danmark under vikingatiden och medeltiden, särskilt perioden omkring 800–1550, föranledd av uröstnordiska och efterträdd av nydanska.
Likt fornsvenskan och fornnorskan kan forndanska enkelt indelas i tre perioder:
| • rundanska           | danska: runedansk, olddansk       | (ca 800–1100)  |
| • klassisk forndanska | danska: ældste dansk              | (ca 1100–1350) |
| • yngre forndanska    | danska: middeldansk, ældre dansk, | (ca 1350–1550) |

## Rundanska
Rundanskan var i princip identisk med runsvenskan som varade omkring 800-1225, tillsammans kallat fornöstnordiska. De danska och svenska språken började inte gå skilda vägar förrän vid inledningen av 1100-talet.

## Yngre forndanska
Exempel på forndanska från 1300-talet:
Tha var Haldan konung. Han drap Thager, sin brodher, Ro ok Skat, therre vener, ok sidhe stra-do han. Haldan han hafde tva søner, en het Ro, ok summe sige at han het Haldan, ok anner het Helge. The skifte riket sva at Ro fekk all fast land ok Helge all vatn. I then time var Siæland hos Høgebierg en køpstadh, hette Høkekøpinge, ok for thy at thet var langt fran strand, tha giorde Ro konung køpstadh hos Ysefiordh ok kallede thet efter sitt eget nafn ok en kelde, het Roskelde. Helge han kom en time til Halland ok lagdhes medh Thore, Rolfs Karldotter ok afledhe medh henne ene dotter, het Yrse.